# Ilmenita

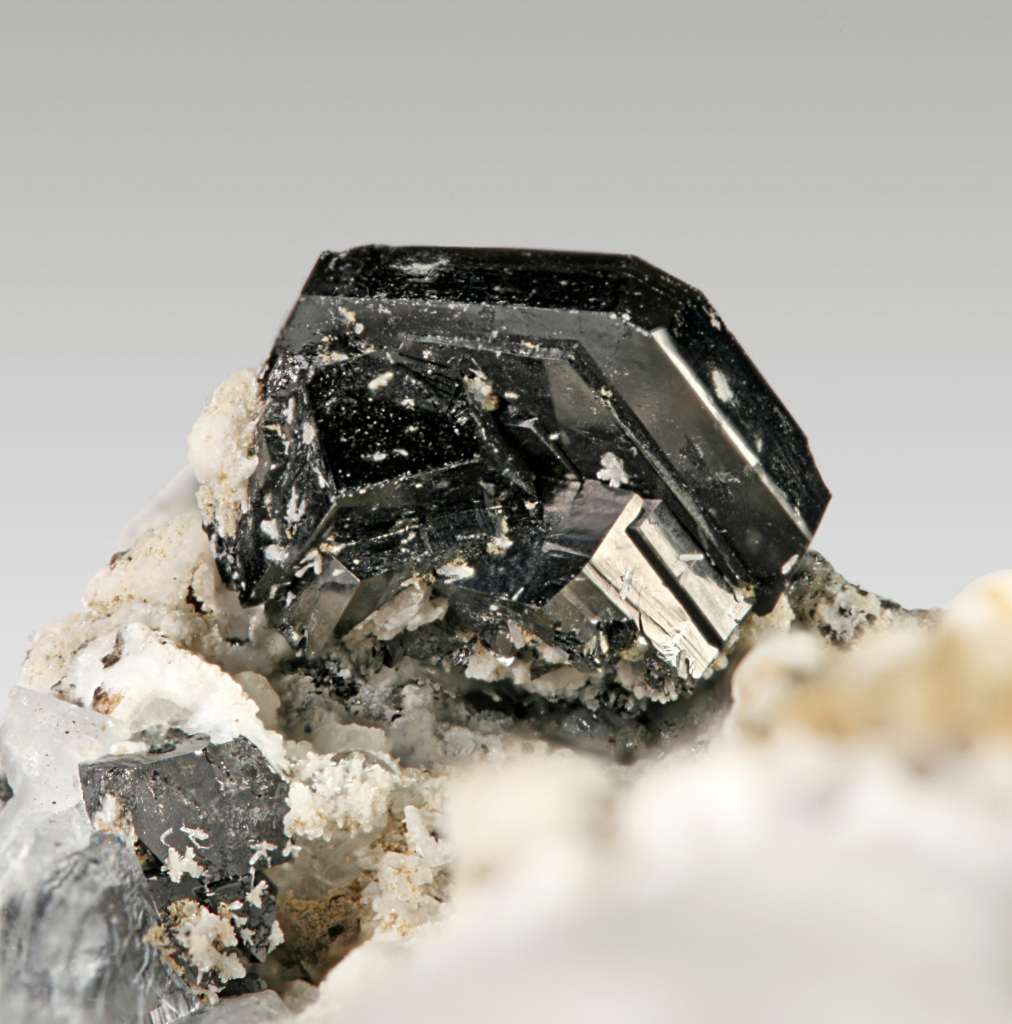
lmenite (~ 8 mm). Local: Mont Saint-Hilaire, Rouville RCM, Montérégie, Québec, Canada - Agosto de 1998.

A ilmenita (no Brasil) ou ilmenite (em Portugal)  é um óxido natural de ferro e titânio (FeTiO3). É um mineral  de magnetismo fraco encontrado em rochas metamórficas e intrusões  geológicas de rochas ígneas,  especialmente gabros e noritos. Deve o seu nome ao local onde foi descoberta, os Montes Ilmenski, perto de Miass, Rússia.
É trigonal e forma uma série isomórfica com a geikielita. Forma cristais tabulares, às vezes laminados, opacos, pretos, de brilho metálico. Tem dureza 5,0 a 6,0 na escala de Mohs e densidade 4,10 a 4,80. 
A maior parte da ilmenita minerada é obtida de fontes secundárias tais como areias de praia. A maioria da ilmenita é usada como material para a produção de pigmentos.  O produto, no caso, é o dióxido de titânio, que é uma substância branca utilizada como base em pinturas de alta qualidade.  O mineral ilmenita é geralmente maciço, porém também é encontrado como cristais romboédricos. Nas areias de praias é encontrado normalmente como partículas arredondadas com um diâmetro entre  0,1 e 0,2 mm.
Este mineral será o principal produto da recém-inaugurada fábrica de areias pesadas de Moma, Moçambique. 